# Elios Vaccari
Elios Vaccari (Castagnaro, 11 marzo 1926 – Padova, 9 luglio 2005) è stato un calciatore italiano, di ruolo attaccante.

## Carriera
Gioca per quasi tutta la sua carriera in Serie B con l'Hellas Verona e con il Siracusa, tranne una stagione in Serie A con il Venezia e due (le ultime della sua carriera) in IV Serie prima con l'Hellas, una squadra omonima della veneta già citata, e poi con il Legnago.

## Statistiche

### Presenze e reti nei club
| Stagione             | Squadra              | Campionato           | Campionato | Campionato | Coppe nazionali | Coppe nazionali | Coppe nazionali | Coppe continentali | Coppe continentali | Coppe continentali | Altre coppe | Altre coppe | Altre coppe | Totale | Totale |
| Stagione             | Squadra              | Comp                 | Pres       | Reti       | Comp            | Pres            | Reti            | Comp               | Pres               | Reti               | Comp        | Pres        | Reti        | Pres   | Reti   |
| -------------------- | -------------------- | -------------------- | ---------- | ---------- | --------------- | --------------- | --------------- | ------------------ | ------------------ | ------------------ | ----------- | ----------- | ----------- | ------ | ------ |
| 1946-1947            | Hellas Verona        | B                    | 37         | 5          | -               | -               | -               | -                  | -                  | -                  | -           | -           | -           | 37     | 5      |
| 1947-1948            | Hellas Verona        | B                    | 29         | 7          | -               | -               | -               | -                  | -                  | -                  | -           | -           | -           | 29     | 7      |
| 1948-1949            | Hellas Verona        | B                    | 18         | 4          | -               | -               | -               | -                  | -                  | -                  | -           | -           | -           | 18     | 4      |
| Totale Hellas Verona | Totale Hellas Verona | Totale Hellas Verona | 84         | 15         | -               | -               | -               | -                  | -                  | -                  | -           | -           | -           | 84     | 15     |
| 1949-1950            | Venezia              | A                    | 7          | 1          | -               | -               | -               | -                  | -                  | -                  | -           | -           | -           | 7      | 1      |
| 1950-1951            | Siracusa             | B                    | 12         | 2          | -               | -               | -               | -                  | -                  | -                  | -           | -           | -           | 12     | 2      |
| 1951-1952            | Hellas Verona        | B                    | 3          | 0          | -               | -               | -               | -                  | -                  | -                  | -           | -           | -           | 3      | 0      |
| 1952-1953            | Hellas Verona        | B                    | 0          | 0          | -               | -               | -               | -                  | -                  | -                  | -           | -           | -           | 0      | 0      |
| Totale Hellas Verona | Totale Hellas Verona | Totale Hellas Verona | 87         | 15         | -               | -               | -               | -                  | -                  | -                  | -           | -           | -           | 87     | 15     |
| 1953-1954            | Hellas               | IV                   | ?          | ?          | -               | -               | -               | -                  | -                  | -                  | -           | -           | -           | ?      | ?      |
| Totale carriera      | Totale carriera      | Totale carriera      | 106+       | 18+        | -               | -               | -               | -                  | -                  | -                  | -           | -           | -           | 106+   | 18+    |